# Alophosia azorica
Alophosia azorica — вид мохів родини політрихових (Polytrichaceae).

## Поширення
Вид поширений на Азорських островах та острові Мадейри. На Азорах трапляється на семи островах з дев'яти.

## Екологія
На Азорських островах цей вид трапляється здебільшого в корінних лісах, але він також може займати різні місця зростання. На Мадейрі це рідкісний вид, обмежений лавровим лісом. Зазвичай росте на скелях, але може бути і на ґрунті. Хоча він воліє вологі місця, він також може вижити на досить відкритих ділянках.